# Daisuke Nakaharai
Daisuke Nakaharai (中払 大介, Nakaharai Daisuke) est un footballeur japonais né le 22 mai 1977.